# Emese Hunyady
Emese Hunyady (Boedapest, 4 maart 1966) is een van oorsprong Hongaars schaatsster, die zes keer deelnam aan de Olympische Winterspelen, van 1984 (Sarajevo) tot en met 2002 (Salt Lake City). 

## Biografie
Hunyady won de gouden Olympische medaille op de 1500 meter in 1994 en de zilveren op de 3000 meter. In 1992 behaalde ze brons op de 3000 meter. In 1985 trouwde ze met Thomas Németh, waardoor ze de Oostenrijkse nationaliteit kreeg en een jaar lang niet uitkwam op toernooien.
Hunyady won in 1993 het EK allround en in 1994 het WK allround. Dat jaar won zij ook de wereldbeker over 1500 meter (evenals de olympische titel). In 1999 werd ze wereldkampioene op de 1500 meter.
Emese Hunyady nam van 1986 t/m 2002 zeventien opeenvolgende jaren deel aan het WK Allround; zij deelt dit record met Claudia Pechstein die in 2009 tot een zeventiende deelname kwam. Naast haar titel in 1994 stond ze ook in 1992 en 1993 op het erepodium, beide keren tweede. Ze behaalde vijftien afstandmedailles (4-6-5), waarvan 5 op de 500 en 1500 meter, 3 op de 3000 meter en 2 op de 5000 meter.

## Persoonlijk
Hunyady is nu getrouwd met de Finse oud-langebaanschaatser Timo Järvinen (1966) en heeft een zoon.

## Persoonlijk records
| Afstand    | Tijd    | Datum            | Baan           |
| ---------- | ------- | ---------------- | -------------- |
| 500 meter  | 38,87   | 15 maart 2001    | Calgary        |
| 1000 meter | 1.15,99 | 30 januari 2000  | Calgary        |
| 1500 meter | 1.56,51 | 20 februari 2002 | Salt Lake City |
| 3000 meter | 4.06,55 | 10 februari 2002 | Salt Lake City |
| 5000 meter | 7.15,23 | 20 februari 1998 | Nagano         |

## Resultaten
| Jaar | EK Allround | Olympische Spelen                        | WK Afstanden                 | WK Allround | WK Sprint | WK Junioren |
| ---- | ----------- | ---------------------------------------- | ---------------------------- | ----------- | --------- | ----------- |
| 1982 |             |                                          |                              |             | 24e       |             |
| 1983 |             |                                          |                              |             | 18e       | NC17        |
| 1984 | NC22        | 19e 500m 30e 1000m                       |                              |             |           |             |
| 1985 |             |                                          |                              |             |           |             |
| 1986 | NC25        |                                          |                              | NC28        |           |             |
| 1987 | 15e         |                                          |                              | 9e          | 17e       |             |
| 1988 | 14e         | 19e 500m 16e 1000m 14e 3000m             |                              | NC18        | 13e       |             |
| 1989 | 13e         |                                          |                              | NC17        | 10e       |             |
| 1990 | 12e         |                                          |                              | 10e         | NS4       |             |
| 1991 | 4e          |                                          |                              | 16e         | 12e       |             |
| 1992 | Zilver      | 10e 1000m · 7e 1500m · 3000m · 15e 5000m |                              | Zilver      | 11e       |             |
| 1993 | Goud        |                                          |                              | Zilver      | 6e        |             |
| 1994 | Brons       | 7e 1000m · 1500m · 3000m · 12e 5000m     |                              | Goud        | NS3       |             |
| 1995 | 5e          |                                          |                              | 4e          | 12e       |             |
| 1996 | 6e          |                                          | 1000m · 8e 1500m · 11e 3000m | NS3         | 20e       |             |
| 1997 | 9e          |                                          | 10e 1000m 6e 1500m           | NC13        | 22e       |             |
| 1998 |             | DQ1 500m 4e 1500m 5e 3000m 8e 5000m      | NS2 500m 6e 1000m 4e 1500m   | 8e          | 24e       |             |
| 1999 | 6e          |                                          | 1500m · 7e 3000m             | 5e          | 16e       |             |
| 2000 | 6e          |                                          | 18e 500m · 1500m             | 4e          | 14e       |             |
| 2001 | 8e          |                                          | 21e 500m 15e 1500m           | NC13        | 19e       |             |
| 2002 |             | 26e 500m 12e 1500m 9e 3000m              |                              | 11e         |           |             |

### Medaillespiegel
| Kampioenschap     | Goud · | Zilver · | Brons · |
| ----------------- | ------ | -------- | ------- |
| EK Allround       | 1      | 1        | 1       |
| Olympische Spelen | 1      | 1        | 1       |
| WK Afstanden      | 1      | 0        | 2       |
| WK Allround       | 1      | 2        | 0       |

## Wereldrecords
| Nr. | Afstand      | Tijd    | Datum         | Baan    |
| --- | ------------ | ------- | ------------- | ------- |
| 1   | minivierkamp | 164,658 | 27 maart 1994 | Calgary |

1960: Lidia Skoblikova ·
1964: Lidia Skoblikova ·
1968: Kaija Mustonen ·
1972: Dianne Holum ·
1976: Galina Stepanskaja ·
1980: Annie Borckink ·
1984: Karin Enke ·
1988: Yvonne van Gennip ·
1992: Jacqueline Börner ·
1994: Emese Hunyady ·
1998: Marianne Timmer ·
2002: Anni Friesinger ·
2006: Cindy Klassen ·
2010: Ireen Wüst ·
2014: Jorien ter Mors ·
2018: Ireen Wüst ·
2022: Ireen Wüst
(On)officiële Europese kampioenschappen

1970: Nina Statkevitsj · 
1971: Nina Statkevitsj · 
1972: Atje Keulen-Deelstra · 
1973: Atje Keulen-Deelstra · 
1974: Atje Keulen-Deelstra · 
1981: Natalja Petroeseva · 
1982: Natalja Petroeseva · 
1983: Andrea Mitscherlich · 
1984: Gabi Schönbrunn · 
1985: Andrea Mitscherlich · 
1986: Andrea Mitscherlich · 
1987: Andrea Mitscherlich · 
1988: Andrea Mitscherlich · 
1989: Gunda Niemann · 
1990: Gunda Niemann · 
1991: Gunda Niemann · 
1992: Gunda Niemann · 
1993: Emese Hunyady · 
1994: Gunda Niemann · 
1995: Gunda Niemann · 
1996: Gunda Niemann · 
1997: Tonny de Jong · 
1998: Claudia Pechstein · 
1999: Tonny de Jong · 
2000: Anni Friesinger · 
2001: Gunda Niemann · 
2002: Anni Friesinger · 
2003: Anni Friesinger · 
2004: Anni Friesinger · 
2005: Anni Friesinger · 
2006: Claudia Pechstein · 
2007: Martina Sáblíková · 
2008: Ireen Wüst · 
2009: Claudia Pechstein · 
2010: Martina Sáblíková · 
2011: Martina Sáblíková · 
2012: Martina Sáblíková · 
2013: Ireen Wüst · 
2014: Ireen Wüst · 
2015: Ireen Wüst · 
2016: Martina Sáblíková · 
2017: Ireen Wüst ·
2019: Antoinette de Jong ·
2021: Antoinette de Jong ·
2023: Antoinette de Jong ·
2025: Antoinette de Jong